# Roberta Marrero
Roberta Lucía Marrero Gutiérrez (Las Palmas de Gran Canaria, 2 de marzo de 1972-Madrid, 17 de mayo de 2024), conocida como Roberta Marrero, fue una artista plástica, escritora y poeta española, que también se desempeñó como cantante, dj, diseñadora y actriz.
Tras unos inicios como dj y su participación en la película Descongélate! (2003), en 2006 publicó el EP A la vanguardia del peligro, al que siguió su único álbum de estudio, Claroscuro (2007). En la década siguiente Marrero inició una carrera exitosa como artista plástica e ilustradora fuertemente influida por el arte pop y la cultura de masas. En 2016 publicó la autobiografía ilustrada El bebé verde, a la que siguieron los poemarios Todo era por ser fuego (2022) y Derecho a cita (2024), caracterizados por una iconografía original y una lente trans y travesti.

## Trayectoria

### Primera etapa
Marrero inició su trayectoria a comienzos de los años dosmil como dj y promotora de las fiestas En Plan Travesti, que presentaba junto a La Prohibida, Agnes La Sucia y Glenda Galore.Como dj giró por España con Nacho Canut y en solitario y actuó en las fiestas El Extraño Vinilo de la sala Coppelia de Madrid, además de organizar las fiestas Wateke!.En 2008 pinchó en el Baile de la Rosa de Mónaco, con Pedro Almodóvar como director artístico de la velada.
En paralelo, interpretó el papel de Nona en Descongélate! (2003), de Dunia Ayaso y Félix Sabroso, y realizó apariciones en Fotos (1996) de Elio Quirogay el videoclip de «Ella» (2004) de Bebe.En 2005 publicó el EP A la vanguardia del peligro (2005), con elementos electrónicos y un dúo con Spunky,y en 2007 el álbum Claroscuro.Este, predominantemente synth pop, contenía el sencillo «Humano Demasiado Humano», que parafraseaba la obra homónima de Nietzsche.

### Artista plástica y escritora
Tras una temporada en el extranjero, Marrero inició una trayectoria como artista plástica e ilustradora marcada por la cultura pop y una óptica trans/travesti. En esta época expuso en distintas exposiciones colectivas e individuales, y publicó el libro de ilustraciones Dictadores (2015) y el ensayo ilustrado We Can Be Heroes (2018), con prólogo de Paul B. Preciado.
En 2016 publicó El bebé verde: infancia, transexualidad y héroes del pop, una autobiografía ilustrada que trazaba su descubrimiento de la libertad estética y de expresión como persona trans a partir de figuras del pop y lo siniestro, y que fue prologado por Virginie Despentes.Ese año una de sus obras fue utilizada sin autorización en una camiseta de la diseñadora Vivienne Westwood, algo que Marrero denunció y finalmente fue resuelto de mutuo acuerdo.
En 2022 publicó su primer poemario Todo era por ser fuego. Poemas de chulos, trans y travestis (2022), que revindicaba una «genealogía de lo indómito», remarcando el origen callejero de lo trans y lo marica frente a lo que percibía como un aburguesamiento de la comunidad LGBTQ. En él hacía uso de una iconografía heterodoxa, con referentes que iban de las prostitutas callejeras o Pedro Lemebel a Rocío Jurado o Emily Dickinson.Este enfoque la conectó al de otras autoras contemporáneas como Camila Sosa Villada o Alana S. Portero, para la que realizó la cubierta de su primera novela La mala costumbre (2023).A final de 2022 su obra fue reconocida por el Gobierno de Canarias en el Día de las Escritoras, y en 2024 publicó su poemario final, Derecho a cita.El 17 de mayo de 2024 personas cercanas a la artista anunciaron que Roberta Marrero había decidido suicidarse dejando una nota que rezaba «I love you all».

## Obra plástica
En sus obras como ilustradora, Marrero mezcla y descontextualiza imágenes populares, dando lugar a nuevos significados, y utilizando la técnica de la apropiación artística. Por ejemplo, en su primer libro Dictadores (2015) transforma varias fotografías de iconos del totalitarismo con imágenes relacionadas con el mundo pop con influencia directa de Andy Warhol. Así expone a Mao Zedong rodeado de personajes cuya cara ha sido tapada por la cabeza repetida de Hello Kitty o presenta un retrato de Francisco Franco maquillado con un rayo en la cara, al estilo de David Bowie en la portada de Aladdin Sane. Con esta publicación, la artista afirma que su intención era:

«Vandalizar un mensaje fascista y convertirlo en otro de libertad.»

Marrero también estuvo influida por el punk, la música y cultura de masas, el dadaísmo y surrealismo y distintas subculturas queer y trans, así como figuras del mundo anglosajón como Oscar Wilde.

### Exposiciones

#### Colectivas
- David Bowie Is (Museo Victoria and Albert, Londres, 2013).[22]
- Piaf (Biblioteca Nacional de París, 2015).[22]
- La queermix (misterPink, Valencia, 2019).[23]
- Con tres heridas yo (MNCARS, Madrid, 2020).[24]

#### Individuales
- Roberta Marrero (La Fiambrera, Madrid, 2016).[25][2]
- Roberta Marrero: dibujos y collages (Cromo, Barcelona, 2017).[26][27]
- Legendary bitches (Le Transpalette, Bourges, 2018).[28]

## Publicaciones

### Libros
- Dictadores. Hidroavión, 2015.
- El bebé verde: infancia, transexualidad y héroes del pop. Lunwerg, 2016.
- We Can Be Heroes. Una celebración de la cultura LGTBQ+. Lunwerg, 2018.
- Todo era por ser fuego. Poemas de chulos, trans y travestis. Continta me tienes, 2022.
- Derecho a cita. Continta me tienes, 2024.

### Participaciones en obras colectivas
- Tranquilas: Historias para ir solas por la noche. Lumen, 2019.
- Ocaña. El eterno brillo del sol de Cantillana. Dos Bigotes, 2023.
- Antología de poesía queer. Espasa, 2024.

## Discografía

### Álbumes de estudio
- A la vanguardia del peligro (2005)[8]
- Claroscuro (2007)[11]

### Sencillo
- «Humano Demasiado Humano» (2007)[3]

### Colaboraciones
- «Potencias de diez» (en La Siesta Nacional) (2005).[29]
- «Veneno» (con Spam) (2006).[30]

## Filmografía
- Fotos (1996), dirigida por Elio Quiroga.[9]
- Descongélate! (2003), dirigida por Dunia Ayaso y Félix Sabroso.[8]
- «Ella» (2004), dirigido por Joan Vallverdú.[10]
- Nosotrxs somos (2018)